# Eugenio Callá
Pedro Eugenio Callá (ur. 1 stycznia 1934) – argentyński piłkarz, napastnik.
Callá w 1957 roku został piłkarzem klubu Argentinos Juniors Buenos Aires. Jako gracz klubu Argentinos Juniors był w kadrze reprezentacji podczas turnieju Copa América 1959, gdzie Argentyna zdobyła mistrzostwo Ameryki Południowej. Callá zagrał we wszystkich sześciu meczach – z Chile (zdobył bramkę, w 75 minucie wszedł za niego Juan Rodríguez), Boliwią (zdobył bramkę), Peru, Paragwajem (w 52 minucie zmienił go Juan Rodríguez), Urugwajem (tylko w pierwszej połowie – w przerwie zmienił go Juan Rodríguez) i Brazylią (w 60 minucie wszedł za niego Juan Rodríguez).
W 1959 roku zakończył grę w Argentinos Juniors, a w 1960 roku został piłkarzem klubu CA Vélez Sarsfield, gdzie grał do 1961 roku.
W 1962 roku przeszedł do klubu Boca Juniors, w którym zadebiutował 25 marca w wygranym 2:1 meczu z Chacarita Juniors. W tym samym roku zdobył z nowym klubem swój pierwszy tytuł mistrza Argentyny.
Ostatni raz w lidze argentyńskiej jako gracz Boca Juniors wystąpił 22 listopada 1964 w wygranym 1:0 meczu z Gimnasia y Esgrima La Plata – w tym roku po raz drugi w swej karierze został mistrzem Argentyny. W następnym roku zagrał tylko jeden mecz w ramach Copa Libertadores 1965 przeciwko ekwadorskiemu klubowi Deportivo Quito, co stanowiło jego jedyny udział w dotarciu Boca Juniors do półfinału turnieju. Łącznie Callá w barwach Boca Juniors rozegrał 17 meczów (1484 minuty) i zdobył 5 bramek – w tym 16 meczów i 5 bramek w lidze argentyńskiej.
Łącznie w lidze argentyńskiej rozegrał 152 mecze i zdobył 84 bramki. Grał także w urugwajskim klubie Racing Montevideo oraz w peruwiańskich klubach Universitario Lima i Municipal Lima. Występował też w boliwijskim klubie Club The Strongest.